# Декорација керамике печаћењем у римским провинцијама
Декорација керамике печаћењем у провинцијама у римском и касноримском периоду представља једну од најпопуларнијих техника украшавања посуда у керамичкој производњи. Иако се сматра да почива на традицијама орнаментисања посуда које потичу из праисторијског раздобља, ова техника је временом, под утицајем источних и западних радионица, у Римском царству постала техника коју су римски грнчари радо примењивали у римском и касноримском периоду.. Успостављање хронолошког оквира за употребу печатног орнамента у провинцијама Римског царства није могуће, с обзиром на то да се мотиви не везују за поједина раздобља, већ се њихов одређени број провлачи током читавог римског периода.
Како је орнаментисање посуда вршено комбинацијом печата са различитим мотивима, пре свега у зависиности од креативности грнчара, у овој техници украшавања, тешко је пронаћи аналогију на широј територији једне провинције, јер локални мајстори своје посуде нису сигнирали, па је тако археологија остала ускраћени за информацију о именима уметника који су својевремено стварали ремек дела декорисане керамике.
Провинцијска тера сигилата[уреди]
Радионице које су се бавиле декорацијом керамике печаћењем постојале су у бројним римским провинцијама; Галији, Германији, Шпанији, Британији, Ретији, Норику и Панонији. Производња се развила после опадања аретинске сигилате и трајала је до 4. века. Најранији центри су се налазили у јужној Галији, поред данашњег Тулуза.
Разлике између аретинске и провинцијске печаћене керамике огледале су се у техници производње и начину украшавања, изостајању печата у облику стопала, целом или у скраћеном облику натписа имена лончара који је у првом или другом падежу.

## Општа разматрања
Основни појмови
Декорација керамике је врста апликације, наношења различитих материјала на керамички производ, како би се добио лепши естетски изглед, и тиме и постигао одређени ефекат на одређеном месту или читавом производу при самој декорацији.
Декорација керамике печаћењем као један од обилика декорације своју кулминацију доживљава током 2. и 3. века када провинцијски мајстори, широм Римског царств у великој мери користе овај начин украшавања, и то искључиво на луксузном трпезном посуђу.
Сигнирање посуда
Украшавање посуда орнаментисањем вршено је комбинацијом печата са различитим мотивима, чија форма је зависила од креативности грнчара. Код ове технике украшавања, тешко је пронаћи аналогије на широј територији једне провинције, јер локални мајстори своје посуде нису сигнирали, па тако остаје непознаница сазнање о именима уметника који су својевремено стварали ремекдела у керамици.
Одређене форме, печатне керамике у римским провинцијама, на којима се јављају печатни орнаменти, изузетне вредности, заправо представљају имитације посуда рађених у техници тера сигилата. Док се на копираним импортованим формама може уочити настојање локалних мајстора да задовоље потребе становништва и тиме обезбеде одређену врсту луксузне керамике, и то по знатно нижој цени у односу на посуде које су пристизале из радионица у западном делу Царства. 
Форме посуда декорисаног печаћењем
Када говоримо о формама посуђа декорисаног печаћењем, које су биле у функцији гробних прилога, код њих се ради искључиво о зделама и тањирима, подједнако заступљеним у гробовима кремираних и скелетно сахрањених покојника, док других облика посуда у гробним целинама нема.
Услед недостатка налаза печата, који се односи се на њихову производњу, археолози чести постављају питање да ли је реч о печатима које су мајстори израђивали у својим радионицама или су се овом врстом алата снабдевали у некој од суседних радионица. 
Аналогије у форми посуда између провинција се тешко могу пронаћи јер се стил украшавања, избор моти-
ва и форме знатно разликују чак и у оквирима једне провинције. Јер је производња посуђа са украсима изведеним печатом зависила искључиво од мајстора грнчара, тачније од његове тренутне инспирације и стварања појединачних примерака, очигледно без потребе за серијском производњом.
Замирање производње
Престанак производње керамике украшене печаћењем није прецизно дефинисан будући да се територија на којима је ова врста керамике произвођена истражује, па се, према досадашњим налазима из затворених целина, опредељује у средину 4. века. Након тога, продукција прилично јењава, а разлог за то може бити промена моде и потражња за сасвим другачијим производима. 
Традиција украшавања посуда печатним орнаментима не престаје у касноримском периоду; напротив, налази на простору Балканског попуострва из 6. века говоре о развијеној керамичарској производњи. Наиме, примерци лонаца са печатним орнаментом припадају германском, тачније гепидском културном кругу. Образац наслеђивања који се прати од хеленистичког периода и даље, преко римског, можемо сагледати с обзиром да гепидски (германски) грнчари преузимају касноримске облике посуда, док истовремено примењују свој начин орнаментисања.